# Jehnědí
Jehnědí (en allemand : Lammeldorf) est une commune du district d'Ústí nad Orlicí, dans la région de Pardubice, en République tchèque. Sa population s'élevait à 338 habitants en 2024.

## Géographie
Jehnědí se trouve à 7 km à l'ouest du centre d'Ústí nad Orlicí, à 39 km à l'est-sud-est de Pardubice et à 135 km à l'est de Prague.
La commune est limitée par Sudislav nad Orlicí au nord et au nord-est, par Hrádek à l'est, par Sloupnice et Voděrady au sud, et par Svatý Jiří à l'ouest.

## Histoire
La première mention écrite de la localité date de 1292.

## Transports
Par la route, Jehnědí se trouve à 9 km d'Ústí nad Orlicí, à 45 km de Pardubice et à 159 km de Prague. 